# Naussac, Lozère
Naussac là một xã ở tỉnh Lozère trong vùng Occitanie, phía nam nước Pháp. Khu vực này có độ cao trung bình 925 mét trên mực nước biển.